# Aïn Sidi Ali
Aïn Sidi Ali (în arabă عين سيدي على) este o comună din provincia Laghouat, Algeria.
Populația comunei este de 10.486 de locuitori (2008).